# هيروس أوف مايت أند ماجك 4
هيروس أوف مايت أند ماجك (بالإنجليزية: Heroes of Might and Magic IV)‏ هي لعبة فيديو استراتيجية تناوب الأدوار تم تطويرها من قبل شركة نيو ورلد كومبيوتنغ وتم نشرها عن طريق شركة ذا ثري دي أو كومباني لأجهزة الحاسوب الشخصية لنظام مايكروسوفت ويندوز في سنة 2002، تم تطوير تحميل ماكنتوش بعد تطوير اللعبة عن طريق شركة كونتراباند إنترتاينمنت، هذه اللعبة هي الإصدار الرابع من سلسلة ألعاب هيروس أند ماجيك بعد لعبة هيروس أوف مايت أند ماجيك 3 التي تم إصدارها في سنة 1999.